# Krating Daeng
Krating Daeng (thai: กระทิงแดง, [kràtʰiŋ dɛːŋ]?) er en sød, ikke-kulsyreholdig energidrik udviklet af Chaleo Yoovidhya. Drikken sælges mest i Sydøstasien, Kina, og 165 andre lande, hvor den ofte sælges under navnet "Thai Red Bull". Den blev introduceret i Thailand i 1976.
Navnet stammer fra gaur (thai: กระทิง, tr. krathing) en kvægart i Sydøstasien. Krating Daeng var forløberen for verdens mest populære energidrik, Red Bull. Da Chaleo døde i 2012 (89 år), var han multi-milliardær.